# Thomas Schnelle (Soziologe)
Thomas Schnelle (* 1954) ist ein deutscher Soziologe und Unternehmensberater in Quickborn.
Thomas Schnelle studierte Industriesoziologie, Ökonomie und Erkenntnistheorie an der Universität Bielefeld und University of Manchester und promovierte zu Ludwik Fleck. Von 1979 bis 1982 war er in einem Forschungsprojekt über Ludwik Fleck an der Universität Hamburg tätig. 1982 wurde Schnelle promoviert. Danach arbeitete er ein Jahr lang im Produktionsmanagement einer Hamburger Schiffswerft. Seit 1983 ist Thomas Schnelle als Berater und Moderator in der Firma Metaplan tätig, deren geschäftsführender Gesellschafter er seit 1995 ist. Er ist Mitglied im "Ludwik-Fleck-Kreis".

## Veröffentlichungen
- Ludwik Fleck – Leben und Denken. Zur Entstehung und Entwicklung des soziologischen Denkstils in der Wissenschaftsphilosophie. Dissertation. Hochschulverlag, Freiburg im Breisgau 1982, ISBN 3-8107-2165-4.
- (als Hrsg. mit Lothar Schäfer): Entstehung und Entwicklung einer wissenschaftlichen Tatsache. Einführung in die Lehre vom Denkstil und Denkkollektiv. Suhrkamp, Frankfurt am Main 1980, ISBN 3-518-07912-3 (textidentisch mit der 1935 bei Benno Schwabe & Co. erschienenen Ausgabe).
- (als Hrsg. mit Lothar Schäfer): Ludwik Fleck: Erfahrung und Tatsache. Gesammelte Aufsätze. Suhrkamp, Frankfurt am Main 1983, ISBN 3-518-28004-X
- Robert S. Cohen, Thomas Schnelle (Hrsg.): Cognition and Fact. Materials on Ludwik Fleck (= Boston Studies in the Philosophy of Science. Volume 87). R. Reidel Publishing Company, Dordrecht 1986, ISBN 90-277-1902-0 (englisch, ethz.ch [PDF; 110,2 MB]).